# Delena tasmaniensis
Delena tasmaniensis là một loài nhện trong họ Sparassidae. Chúng được Arthur Stanley Hirst miêu tả năm 1991.